# Epiphora cordieri
Epiphora cordieri är en fjärilsart som beskrevs av Eugène Louis Bouvier 1928. Epiphora cordieri ingår i släktet Epiphora och familjen påfågelsspinnare. Inga underarter finns listade i Catalogue of Life.